# Bunge (cratera)
Bunge é uma cratera marciana. Tem como característica 73.7 quilômetros de diâmetro. O seu nome é em homenagem a Alexander von Bunge, um botânico russo.